# Drilonereis maorica
Drilonereis maorica är en ringmaskart som först beskrevs av Augener 1924.  Drilonereis maorica ingår i släktet Drilonereis och familjen Oenonidae. Inga underarter finns listade i Catalogue of Life.